# HD40312
HD40312 — подвійна зоря. 
Ця подвійна система має видиму зоряну величину в смузі V приблизно 2,7.
Вона розташована на відстані близько 173,2 світлових років від Сонця.

## Подвійна зоря
Головна зоря цієї системи належить до хімічно пекулярних зір й має спектральний клас A0.
В той же час спектральний клас іншої компоненти залишається  ще не визначеним.

## Фізичні характеристики
Телескоп Гіппаркос зареєстрував  фотометричну змінність  даної зорі з періодом    3,62 доби в межах від  Hmin= 2,62 до  Hmax= 2,59.

## Магнітне поле
Спектр даної зорі вказує на наявність магнітного поля у її зоряній атмосфері.
Напруженість повздовжної компоненти поля оціненої з аналізу
крил ліній Бальмера
становить  223,2±  57,3 Гаус.